# Communauté de communes du Pays de Couiza
Die Communauté de communes du Pays de Couiza ist ein ehemaliger französischer Gemeindeverband mit der Rechtsform einer Communauté de communes im Département Aude in der Region Okzitanien. Sie wurde am 29. November 2000 gegründet und umfasste 24 Gemeinden, davon alle 22 Gemeinden des Kantons Couiza sowie zwei Gemeinden des Kantons Limoux. Der Verwaltungssitz befand sich im Ort Couiza, von dem auch der Name abgeleitet ist.

## Historische Entwicklung
Mit Wirkung vom 1. Januar 2017 fusionierte der Gemeindeverband mit der Communauté de communes du Limouxin (vor 2017) und bildete so die Nachfolgeorganisation Communauté de communes du Limouxin. Trotz der Namensgleichheit mit der Vorgängerorganisation handelt es sich um eine Neugründung mit anderer Rechtspersönlichkeit.

## Ehemalige Mitgliedsgemeinden
| - Antugnac - Arques - Bugarach - Camps-sur-l’Agly - Cassaignes - Conilhac-de-la-Montagne - Couiza - Coustaussa | - Cubières-sur-Cinoble - Festes-et-Saint-André - Fourtou - Luc-sur-Aude - Missègre - Montazels - Peyrolles - Rennes-le-Château | - Rennes-les-Bains - Roquetaillade - La Serpent - Serres - Sougraigne - Terroles - Valmigère - Véraza |

## Geographie

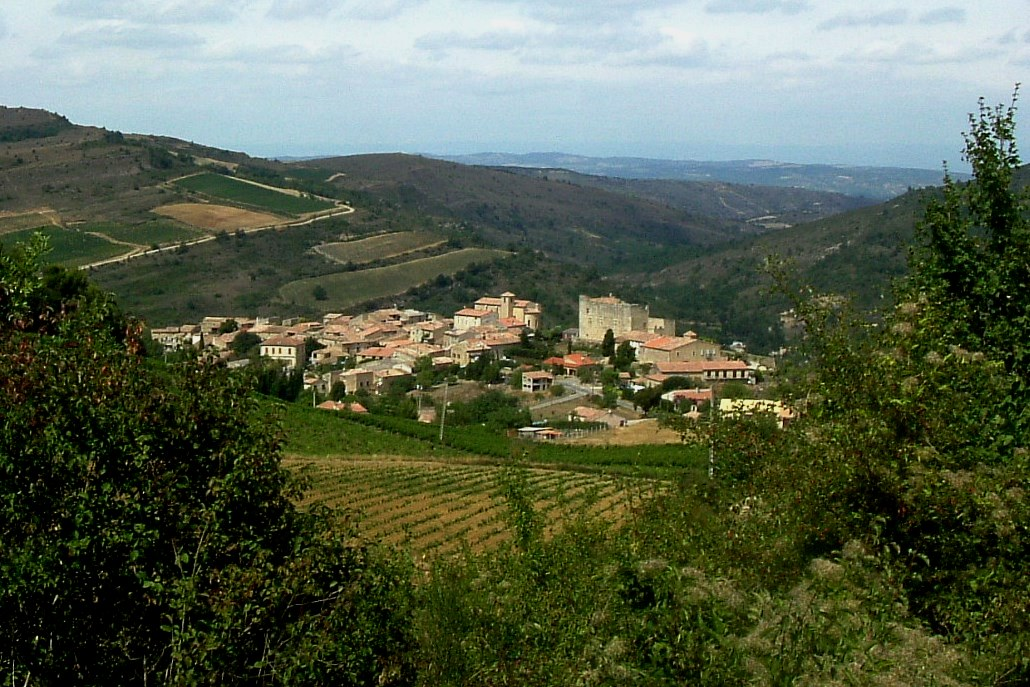
Landschaft bei Roquetaillade

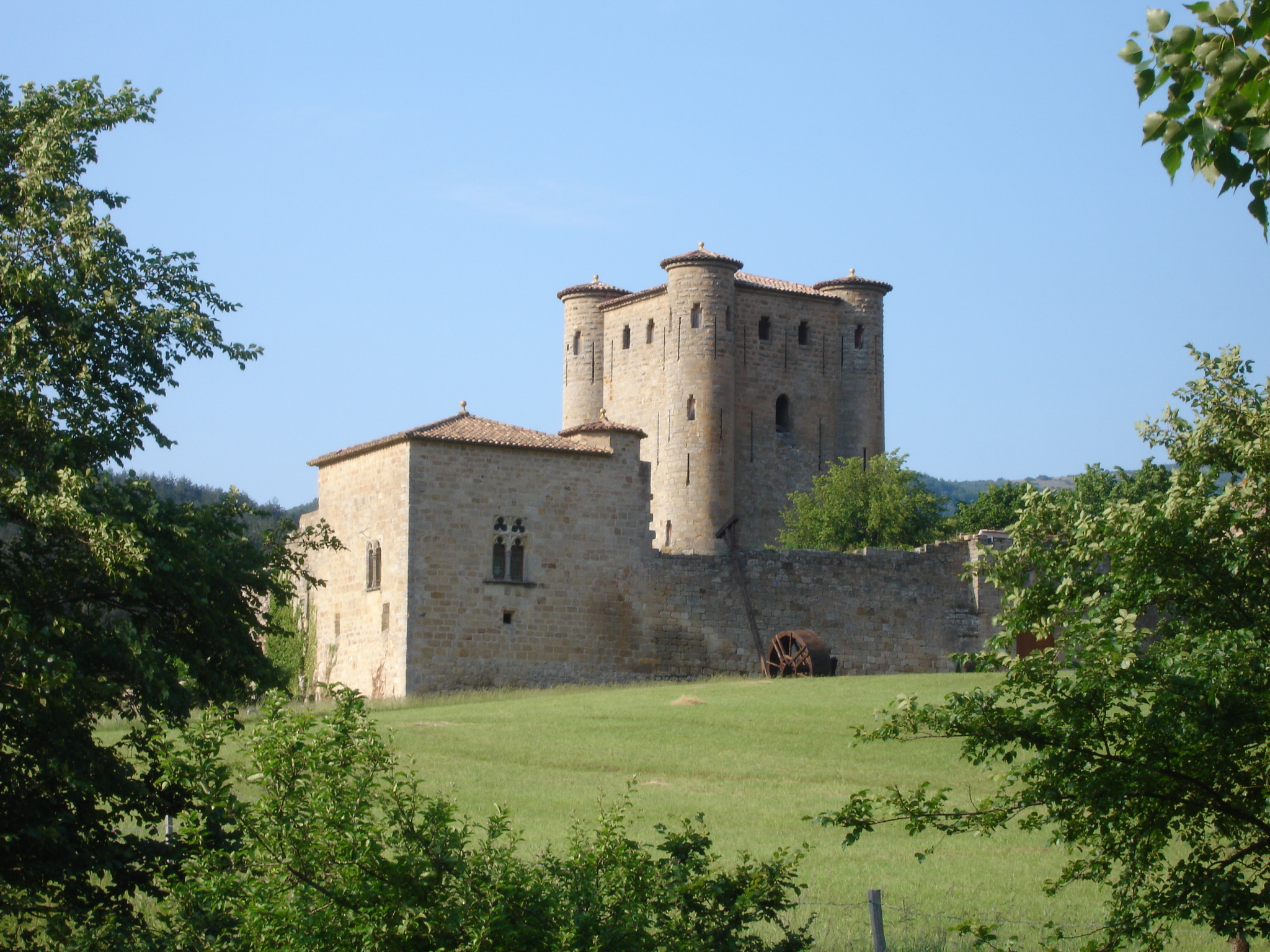
Burg Arques

Das Gebiet des ehemaligen Gemeindeverbandes liegt im Südwesten des Départements Aude und des Gebirgszugs der Corbières. Wichtigste Flüsse sind die Aude und der Agly.
Die Landschaft ist größtenteils hügelig bis gebirgig. Große Teile sind bewaldet und nur ein kleiner Teil wird landwirtschaftlich genutzt. Der niedrigste Punkt mit 211 Metern ü. d. M. befindet sich auf dem Gemeindegebiet von Montazels am Fluss Aude; der höchste Punkt ist mit 1230 Metern ü. d. M. der Pic de Bugarach auf dem Gebiet der gleichnamigen Gemeinde. Die meisten Orte selbst liegen in Höhen zwischen 200 und 450 Metern ü. d. M.
Das Klima wird in hohem Maße von den Pyrenäen beeinflusst. Im Sommer übersteigen die Tageshöchsttemperaturen nur selten 30 °C. Im Winter ist es deutlich kälter, wobei auch Schneefälle und Frostgrade möglich sind. Die meisten Niederschläge fallen in den Wintermonaten.

## Geschichte
Wegen ihrer abseitigen Lage und ihrer unwegsamen Landschaft hat die Region zu keiner Zeit der französischen Geschichte eine bedeutende Rolle gespielt; auch in der Zeit der Albigenserkreuzzüge (1209–1229) und des Hundertjährigen Krieges (1337–1453) lag sie abseits aller Wege. Allerdings stammte die spätere Herzogsfamilie der Joyeuse, deren Mitglieder während der Hugenottenkriege (1562–1598) als erbittertste Gegner der Protestanten galten, aus Couiza.

## Wirtschaft
Während der Osten der Corbières ein in Frankreich relativ bekanntes Weinbaugebiet ist, ist im Westen – außer in der Umgebung von Couiza und Limoux (vgl. Crémant de Limoux, Blanquette de Limoux) – kein Weinbau mehr möglich. Die Einwohner leben in hohem Maße von der Feld- und Weidewirtschaft, vom Kleinhandel und vom Handwerk sowie vom Wander- und Erholungstourismus.

## Sehenswürdigkeiten
Die Landschaft bietet viele reizvolle Aspekte doch nur wenige kulturelle Höhepunkte. Kulturelle Hauptattraktionen in der Region sind die beiden spätmittelalterlich anmutenden Burgen (châteaux) von Couiza und von Arques. Der Ort Rennes-le-Château hat es in den letzten Jahrzehnten unter Gralssuchern und Esoterikern aller Art zu einer zweifelhaften Berühmtheit gebracht.